# Buzz Lightyear da Comando Stellare
Buzz Lightyear da Comando Stellare (Buzz Lightyear of Star Command) è una serie animata prodotta dalla Walt Disney Television Animation e Pixar Animation Studios, trasmessa in molti paesi del mondo dal canale Disney Channel. La serie è composta da 2 stagioni e 65 episodi in totale.

## Trama
La serie narra le avventure di Buzz Lightyear, il secondo protagonista della serie di film Toy Story, o meglio del Buzz Lightyear protagonista di un cartone immaginario e di un franchise fittizio da cui, nei film di Toy Story, deriva il giocattolo protagonista nei film.
La vicenda è ambientata in una galassia imprecisata (anche se alcuni personaggi nominano i corpi celesti del nostro sistema solare  e un episodio intero è dedicato al Natale e perfino Babbo Natale esiste) in un'epoca non meglio nota ma con aspetti futuristici, in cui numerosi pianeti sono riuniti in una federazione democratica, l'Alleanza Galattica. La federazione è minacciata costantemente dal suo nemico giurato, il malvagio imperatore Zurg, che intende conquistare e soggiogare tutto l'universo. Buzz Lightyear ed i suoi tre cadetti Mira Nova, Booster Munchapper e XR sono Space Ranger, membri di un corpo di forze dell'ordine interplanetario detto Unità Protezione Universo: questo preserva l'Alleanza dalla minaccia di Zurg e lotta contro criminali, politici corrotti e malvagi vari in continuazione, ed ha la sua sede operativa maggiore nel Comando Stellare.
La storia procede con diverse sottotrame, non sempre a passi consecutivi, e termina senza un vero finale. In termini di trama, il film Lightyear del 2022 è proposto come un'opera a cui la serie è ispirata nell'universo di Toy Story, senza fare parte di una stessa continuity.

## Episodi
Prima della serie vera e propria fu realizzato un episodio pilota, Buzz Lightyear da Comando Stellare - Si parte!, sempre nel 2000. Il film quindi è stato diviso in tre puntate, privato della sequenza CGI iniziale della stanza di Andy, e ridoppiato (Patrick Warburton sostituisce Tim Allen per la voce del protagonista) prima di essere trasmesso sul piccolo schermo. Gli episodi che seguono mostrano un tono più leggero e divertente del film iniziale.
| Stagione         | Episodi | Prima TV Stati Uniti |
| ---------------- | ------- | -------------------- |
| Prima stagione   | 52      | 2000                 |
| Seconda stagione | 13      | 2000-2001            |

## Personaggi

### Gli eroi
- Buzz Lightyear: il protagonista della serie, Space Ranger (assimilabili per concetto alle Lanterne Verdi, mentre il nome Comando Stellare potrebbe alludere al vero Star COMMAND della United States Armed Forces o alla linea di giocattoli Starcom: The U.S. Space Force) noto come uno dei migliori, se non il migliore, del Comando Stellare, ricopre il grado di Capitano. Abile, intelligente, coraggioso, ligio alle regole e convinto sostenitore del Bene e della giustizia, ma a volte eccessivamente sicuro di sé. Nella serie si scoprirà la presenza di un universo parallelo, in cui c'è un altro Buzz molto più malvagio ed intelligente di Zurg (mentre, nell'universo parallelo, quest'ultimo è totalmente innocuo). Il nome è un omaggio all'astronauta Edwin "Buzz" Aldrin. Voce di Massimo Dapporto (film pilota) e Stefano Mondini.
- Mira Nova: futura regina del pianeta Tangea, che contro il volere di suo padre si unisce ai Ranger ed è affidata a Buzz. Ha il potere di diventare intangibile (da qui il nome del suo pianeta) e sondare con un tocco la mente delle persone. È capace nel combattimento ed intelligente, non ama che la gente si rivolga a lei chiamandola "principessa" e non si fa scrupolo a rimbeccare Buzz quando pensa che lui abbia torto. È anche insicura a volte, per cui, quando parla, si corregge e riformula la frase. Nome che fa riferimento a Mira Ceti e alle supernove, mentre le orecchie a punta, il suo arruolamento contrario alle idee del padre e l'essere il membro più riflessivo della squadra di Buzz sono riconducibili al Signor Spock. Tangea è un pianeta verdeggiante su cui vivono due specie diverse, fra le quali non corre buon sangue: i Reali come Mira e i Sottocrosta, con poteri mentali diversi e apparentemente abili lottatori e meno intelligenti, uno dei quali più intelligente e meno violento si innamora di Mira, ricambiato. Voce di Laura Lenghi.
- XR: un robot definito come Ranger "sperimentale" (eXperimental Ranger) che gli LGM avevano costruito nell'episodio pilota perché affiancasse Buzz, viene distrutto da Warp Darkmatter al suo primo combattimento e ricostruito dagli LGM in modo caotico: dispone di un vastissimo arsenale, ma in seguito alla ricostruzione detta diventa un robot senziente con una personalità sarcastica, infantile, impulsiva e poco onesta, e un debole per le donne. In quasi tutti gli episodi si sfascia o va in tilt per un certo tempo. Voce di Oreste Baldini.
- Booster Munchapper: il giovane e grosso custode del Comando Stellare, che viene da una famiglia di contadini del pianeta Jo-Ad (nome che forse deriva dalla famiglia protagonista di Furore). Nell'episodio pilota sogna di diventare Space Ranger e vede Buzz come un idolo (perfino il suo nome, oltre che razzo ausiliario, in inglese significa "fan scatenato"); a causa di un incidente si trova chiuso con XR nella navicella di Buzz e dopo averlo aiutato a fermare Zurg, viene scelto da Buzz come cadetto nella squadra del Ranger. Forte, simpatico, entusiasta e coraggioso, più ligio di XR alle regole, ma anche pasticcione, ingenuo e goloso (da qui forse il cognome, che assomiglia all'inglese munch cioè masticare). Insieme a XR costituisce i "muscoli" della squadra e la presenza comica maggiore della serie, il che forse omaggia C-3PO e R2-D2: Booster forse riprende l'umanoide 3PO, entusiasta, competente ma anche agitato; il secondo forse deriva fondamentalmente da R2 che è una macchina non antropomorfa, di taglia piccola, muta (si esprime solo a movimenti e suoni, invece XR parla perfettamente e chiacchiera molto come C-3PO) con più funzioni e strumenti del compagno e con la sfortuna di subire la maggior parte dei colpi di arma, come XR. Voce di Corrado Conforti.
- Comandante Zeb Nebula: l'ufficiale che dirige le operazioni al Comando Stellare, severo, competente, irritabile e puntiglioso anche in fatto di burocrazia. Ha perso una gamba, che è sostituita con un pezzo d'artiglieria. Voce di Carlo Valli.
- Ambasciatore Ursona Major: è un delegato che propone all'Alleanza Galattica l'ammissione del proprio pianeta, Gargantia. Ironicamente, nonostante il nome suo (Orsa Maggiore) e del pianeta, che richiamano l'idea di un'entità enorme (Gargantua), questo personaggio e tutti i membri della sua razza sono alti pochi centimetri. Alcuni suoi avversari, in un episodio, fanno accusare Buzz di un attentato alla Presidentessa dell'Alleanza Galattica (ricalco di Il fuggitivo) Voce di Manfredi Aliquò.
- Omini verdi (little green men da cui LGM): sono piccoli extraterrestri che lavorano come personale del Comando Stellare, dalle invenzioni all'assistenza medica. Tendono a parlare e pensare all'unisono, il che è permesso da un globo mistico che unisce le menti di tutti loro, l'Unimente. Sono i medesimi extraterrestri giocattolo del ristorante Pizza Planet dei film di Toy Story, chiamati con l'acronimo che comunemente è utilizzato per indicare la presenza di presunti alieni.
- Dottoressa Ozma Furbanna: zoologa che lavora per il Comando Stellare sul pianeta Karn. Scontrosa e laboriosa, ha un debole per gli animali in particolare feroci e pericolosi, tanto da non ammettere che un Ranger si difenda da loro a colpi di arma, anche se rischia la vita. La sua cura per gli animali anche prioritaria rispetto alla difesa degli uomini è motivo di attrito frequente con Buzz, ma lei e il Capitano hanno un debole l'uno per l'altra. Voce di Roberta Greganti.

### Antagonisti
- Imperatore Zurg: L'antagonista principale della serie, in cui governa dispoticamente sul Pianeta Z e su un numero indefinito di altri pianeti, arcinemico di Buzz Lightyear e dell'Alleanza Galattica, il dominio della quale è il suo obiettivo. È un tiranno di specie ignota (in una puntata accenna agli Scintilliani ma forse è solo una citazione da Warhammer 40.000; altre volte emette raggi laser dagli occhi o ferma un oggetto a mezz'aria apparentemente con lo sguardo) minaccioso, esibizionista e assetato di potere, e un grandissimo combattente, ma dall'atteggiamento a volte crudele, a volte, in specie dopo il film pilota, frivolo e demenziale. Il personaggio è ispirato a Dart Fener e all'imperatore Palpatine dell'universo di Star Wars (anzi in una certa puntata, al pari di Fener, dice a Buzz di essere suo padre, anche se solo al fine di distrarre Buzz e un'eventuale parentela fra i due non è mai chiarita), assimilabile anche a personaggi come Ming di Mongo o Megatron, e con un aspetto che richiama in parte gli antagonisti di alcuni anime mecha (vedi anche un robot apparso in Kyashan - Il ragazzo androide). Il nome assomiglia anche a quello di Zoule, l'imperatore antagonista di God Mars. Voce di Michele Kalamera.
- Warp Darkmatter / Agente Z: disonesto e doppiogiochista Ranger che dopo l'accademia lavorava in squadra con Buzz e che per il capitano era un grande amico: in realtà in tutto questo tempo mandava informazioni a Zurg, finché non viene assunto da questo come scagnozzo principale, simulando la propria morte per nascondere la sua defezione. Sarcastico e violento, più serio e intelligente di Zurg, lavora per l'imperatore ed anche per chiunque gli prometta soldi, ma Buzz spera in fondo che Warp un giorno ritorni al Bene. Il nome potrebbe essere un portmanteau di velocità warp (concetto ripreso da Star Trek, ma warp in inglese vale anche deformare, distorcere, guastare, quasi si riferisse alla sua corruzione morale), il nome originale di Dart Fener e l'inglese dark matter (materia oscura in senso astronomico, ma anche faccenda oscura, anche questo molto probabilmente allusivo); l'essere fondamentalmente un mercenario, invece, rimanda a Boba Fett (dal quale deriva anche un personaggio minore del cartone) e in parte a Lando Calrissian. Nel penultimo episodio della serie, a causa del risveglio di un'antica mummia (che Warp, su ordine di Zurg, doveva catturare) ossia un antico e potentissimo tiranno della Galassia, quest'ultimo attacca Warp prosciugandone la forza vitale, e Warp in fin di vita viene salvato da Buzz. Al che la mummia attacca il pianeta Capitale, Warp interviene per riacquistare la sua forza vitale e nel frattempo salva Buzz, per senso dell'onore e per "non esser macinato dai resti di Buzz" se il Capitano fosse morto. Subito dopo, Zurg reclama la mummia da Darkmatter, ma questo ignora completamente Zurg dicendo che "si prende un giorno di ferie" e sorridendo, Buzz lo lascia andare via senza catturarlo. Voce di Saverio Indrio.
- Nosferotto per due (NOS-4-A-2): vampiro robotico creato da Zurg per assoggettare il Comando Stellare, intelligente ed ancora più sadico, gelido e sanguinario del proprio creatore. Si nutre di energia, che si procura mordendo qualsiasi macchina, e sa anche prendere il controllo di robot e macchine schiavizzandoli a mo' di zombie. Addirittura in un episodio, il robot scoprirà che quando morde un vivente causa nella vittima una particolare contaminazione-mutazione per cui questa, se si espone alle radiazioni emesse dalle rocce di un certo satellite, si tramuta in un lupo robotico che è chiamato "lupo wattaro" (Wirewolf). Personaggio che è un calco palese di un'altra categoria dei mostri della letteratura e del cinema dopo XL, i vampiri: anche il nome originale in inglese in pronuncia come Nosferatu e in una certa puntata si inimica una ragazzina, parodia di Buffy l'ammazzavampiri. È apparentemente l'unico personaggio a morire: impossessatosi del pianeta di Zurg, costruisce insieme a XL un'arma che sfrutti la prima vittima della piaga del lupo wattaro per indurre la stessa mutazione in tutta la gente della galassia, così da creare un'intera popolazione che possa nutrire il vampiro; tradito da XL quando questo capisce che sarebbe diventato la sua prossima vittima, viene impalato dal primo lupo wattaro su un parafulmine. Voce di Paolo Buglioni.
- Buzz Lightyear dell'universo parallelo (Evil Buzz Lightyear): proveniente da un universo parallelo in cui egli ha sottomesso l'Alleanza e Mira, XR, Booster, Nebula sono alcuni dei pochi buoni che gli si oppongono. Fisicamente è uguale a Buzz, eccetto per il fatto che indossa un abito uguale a quello di Zurg, in cui non c'è la Z ma la L di Lightyear ed ha anche la barba (il che come tutto il concetto allude a una certa puntata di Star Trek, Mirror mirror). È molto più malvagio ed intelligente di Zurg e dimostra in varie occasioni di non aver la minima paura nel morire. Si scontra due volte con il Buzz "buono", ed alla fine di ogni scontro sembra che muoia, ma in realtà sopravvive entrambe le volte, per poi non essere più visto o nominato. Voce di Stefano Mondini.
- XL: sadico e crudele robot che era stato costruito come prototipo di Space Ranger sperimentale, prima di XR, ma avendo un chip instabile aveva sviluppato una personalità malvagia: viene disattivato prima della serie e quindi riattivato (forse da Zurg), e rubando armi e strumenti si costruisce un nuovo corpo, un po' come i pezzi diversi dei morti che formano il corpo del mostro di Frankenstein. Il nome vuol dire spiritosamente eXtraLarge per il fatto che è molto più alto e grosso del "fratello minore" XR, del quale è geloso perché è al Comando Stellare e non è stato disattivato da Nebula. Nella sua ultima apparizione, XL si allea con Nosferotto per due nel suo piano per dominare la galassia, ma quando XR gli fa notare che sarebbe diventato solo l'ultima vittima del vampiro, aiuta Buzz e XR a sconfiggerlo. In gratitudine, sebbene con qualche riserva del comandante Nebula, Buzz permette a XL di unirsi al Comando Stellare, anche se in una funzione amministrativa in un nuovo corpo da fotocopiatrice. Voce di Davide Lepore.
- Torque: Un ricercato per diversi crimini, rude, violento e astuto, che ha particolarmente in antipatia Buzz. Assomiglia molto a Lobo: Zurg lo dota di un dispositivo che stimola le cellule a moltiplicarsi, permettendo a Torque di creare cloni di sé stesso, Torque usa viaggiare su una motocicletta dotata di accessori e con Lobo condivide anche il doppiatore originale. Voce di Gerolamo Alchieri.
- Gravitina: sovrana aliena che ha un cranio enorme, il quale le dà il potere di controllare e manipolare la gravità. Si invaghisce di Buzz e risponde con molto poco rispetto al non essere ricambiata, il che la rende una probabile crasi fra Maxima e l'antagonista di Rocky Jones: Space Ranger, la seconda si scinderebbe fra Zurg e Gravitina. Voce di Cristina Noci.
- Raenoks: una razza di alieni bellicosi simili ad uccelli rapaci, assimilabili ai Klingon, che minacciano a volte l'Alleanza.

Nella sigla iniziale, e nei primi minuti della versione VHS e DVD degli episodi pilota, compaiono anche velocemente i personaggi di Toy Story, incluso il Buzz Lightyear giocattolo, che nella camera di Andy guardano alla televisione le avventure del Buzz Lightyear della serie.

## Distribuzione
La serie andò in onda su Disney Channel negli USA nel 2000/2001. In Italia andò in onda sempre su Disney Channel e in chiaro su Rai 2 nei primi anni 2000. Gli episodi andarono in onda su due canali diversi già negli Stati Uniti, senza un ordine di trama inizialmente. 

## Citazioni e riferimenti
La serie è pensata come una sorta di parodia di Star Trek (si veda anche il saluto "lunga vita e prosperità" che il Vecchio Buzz fa al Nuovo Buzz in Toy Story 2) ed altri franchise di fantascienza: vi si riconoscono elementi di Star Wars che pure tratta di una galassia multirazziale esposta a un conquistatore, Rocky Jones: Space Ranger (da questo cartone forse la locuzione "Space Ranger" oltre che il logo del Comando Stellare), il caso Roswell che diventa la base per la trama, a parti invertite, di due puntate intere; per la galassia soggiogata da un tiranno si veda forse anche Flash Gordon, mentre per tre puntate in cui è presente un viaggio nel tempo Buck Rogers, Doctor Who e Lost in Space - Perduti nello spazio. Il tutto in chiave umoristica, con elementi anche che strizzano l'occhio al cinema classico dell'horror, poliziesco e western (puntata Lupo solitario che deriva da Il cavaliere della valle solitaria, mentre per Complotto! si veda il suddetto Il fuggitivo).
Nella serie i personaggi fanno diversi accenni alla Via Lattea e al nostro sistema solare, che pure non bastano a dire se il cartone sia ambientato nella nostra galassia o no.
- La Terra e i suoi abitanti non sono mai nominati, anche se il pianeta capitale dell'Alleanza assomiglia alla Terra, ed i produttori del cartone definiscono l'Alleanza come un calco della Federazione di Star Trek, le cui vicende originano dall'espansione dei terrestri nello spazio. Neppure gli "umani" visti, come Savy SL-2, Ozma Furbanna, Ty Parsec sono mai definiti tali, su qualsiasi pianeta siano nati. Per Buzz Lightyear e Nebula l'identificazione è ancora meno chiara, a causa della regione viola sul loro capo che talvolta sembra essere un cappuccio della tuta spaziale ma altre volte è presente indipendentemente dall'uniforme.
- Nel film iniziale si vede che le onorificenze di Buzz includono "Croce di Andromeda", "Decorazione delle Pleiadi" e "Anello d'Oro di Giove".
- I Chlorm alla fine dell'episodio Amici di un tempo si propongono di studiare quanto sia vero che "i maschi discendono da Marte e le femmine da Venere".
- Un piatto che viene servito al locale "Cosmo" in Botanica spaziale è chiamato "anelli di Saturno".
- XR in due puntate diverse nomina la cintura di Orione e le fasce di Van Allen.
- Ty Parsec dice che nel sistema di Alfa Centauri è difficile trovare qualcuno, come se fosse lontano o poco frequentato, ma per contro la stella omonima è la più vicina alla Terra dopo il Sole.
- Torque è ricercato in "tutti e 50 i settori dell'Alleanza" che forse ricalcano i 50 stati degli U.S.A.

Non è mai detto neppure che anno sia e sulla base di quale computo, ma che sia ambientato nel futuro si può immaginare per via di una battuta che Buzz nel primo film Toy Story pronuncia, credendo ancora di essere il vero Buzz ("usate combustibili fossili o avete già scoperto la fusione cristallina?"), e da una in Babbo Natale esiste? secondo le quali la risorsa energetica principale sfruttata nell'Alleanza è più recente dei combustibili fossili.